# Miloš Marković (calciatore 1986)
Miloš Marković (in serbo Милош Марковић?; Belgrado, 10 dicembre 1986) è un calciatore serbo, difensore dell'Hajduk Beška.

## Carriera

### Club
Ha giocato nella massima serie dei campionati serbo, bosniaco e rumeno.